# Steyr-Solothurn S1-100
Не путать с немецким MP34 — ранним вариантом MP35 системы Бергмана.
Steyr-Solothurn S1-100 — пистолет-пулемёт, разработанный на основе экспериментального немецкого пистолета-пулемёта Rheinmetall MP19 системы Луиса Штанге. Выпускался в Австрии и Швейцарии, широко предлагался на экспорт. S1-100 нередко рассматривается как один из лучших пистолетов-пулемётов межвоенного периода.

## История
Чтобы обойти послевоенные ограничения (например, запрет на экспорт вооружений), концерн Rheinmetall в 1929 году поглотил швейцарскую компанию Waffenfabrik Solothurn A.G., задачей которой были разработка, производство и продажа нового пистолета-пулемёта на внешнем рынке. Однако её производственных мощностей не хватало, поэтому решено было задействовать субподрядчика в лице австрийского концерна Steyr-Daimler-Puch A.G., крупнейшего производителя оружия в Европе.
Выпуск серийного варианта пистолета-пулемёта под наименованием Steyr-Solothurn S1-100 начался в 1930 году и продолжался до конца 1940 года. На мировом рынке пистолет-пулемёт продавался от лица совместной компании Steyr-Solothurn Waffen A.G., имевшей штаб-квартиру в Цюрихе. Само производство находилось, главным образом, в Австрии.
Steyr-Solothurn S-100 выпускался в калибрах 9x23 мм Steyr, 9x25 мм Mauser Export, 7,63x25 мм Mauser, 7,65×21 мм Парабеллум, 9x19 мм Luger, .45 ACP (с дополнительной передней рукоятью). Ряд моделей допускал установку штыка. Приёмник 32-зарядного магазина находился с левой стороны оружия. Прицел секторный с разметкой от 50 до 500 м, с шагом 50 м. Очень ограниченное число пистолетов пулемётов производилось с длинным (600 мм) стволом. Ранние образцы снабжались колодкой для установки на треножный станок и в таком виде назывались Steyr-Solothurn S17-100.
Основными покупателями Steyr-Solothurn S-100 были Чили, Сальвадор, Боливия и Уругвай, он применялся в войне Гран-Чако. В 1935 году Португалия закупила и приняла на вооружение пистолеты-пулемёты под индексом «m/935» в калибре 7,65x21 Parabellum. Япония и Китай ограниченно использовали вариант под патрон 7,63x25 Mauser на протяжении Второй мировой.
Концерн Steyr-Daimler-Puch A.G. производил этот пистолет-пулемёт и для Австрии, где он состоял на вооружении полиции и жандармерии как Steyr M.30 в калибре 9x23 мм Steyr. Для австрийской армии выпускался Steyr M.34 под патрон 9x25 мм Mauser Export. С конца 1939 года (после аншлюса Австрии) пистолеты-пулемёты М.34 получили германский индекс MP.34(ö) (где «ö» - от нем. österreichische – «австрийский»), их выпуск для частей вермахта продолжался примерно до 1940 года, также остатки этой модификации в калибре 9x19 Luger в 1942 году закупила Португалия, где они получили индекс «m/942».

## Описание
Оружие имело исключительно добротную конструкцию — все основные детали изготовлялись фрезеровкой из стальных поковок, что сообщало ему большую прочность, высокую массу и стоимость. Ствольная коробка имела откидывающуюся на шарнире вверх-вперёд крышку, благодаря чему разборка оружия для чистки и обслуживания осуществлялась очень просто и удобно. Затвор свободный, стрельба осуществлялась с открытого затвора, УСМ допускал стрельбу одиночными выстрелами или очередями, переводчик видов огня в виде движка располагался на ложе слева. Возвратно-боевая пружина располагалась в прикладе и была связана с затвором длинной тягой-толкателем. Предохранитель был выполнен в виде двух кнопок на крышке затворной коробки, при нажатии на которые он фиксировали затвор в переднем или заднем положении.
Ствол закрыт перфорированным кожухом, предохраняющим руки стрелка от ожогов. Сложный прицел секторного типа был рассчитан на ведение огня на дальности от 100 до 500 м. Оружие имело полноценную деревянную ложу карабинного типа.
В комплектацию оружия входили штык-нож и встроенное в приёмную горловину устройство для снаряжения магазинов из штатных пистолетных обойм, некоторые экземпляры имели также съёмные сошки.
S1-100 использовался в Чако и Испании.

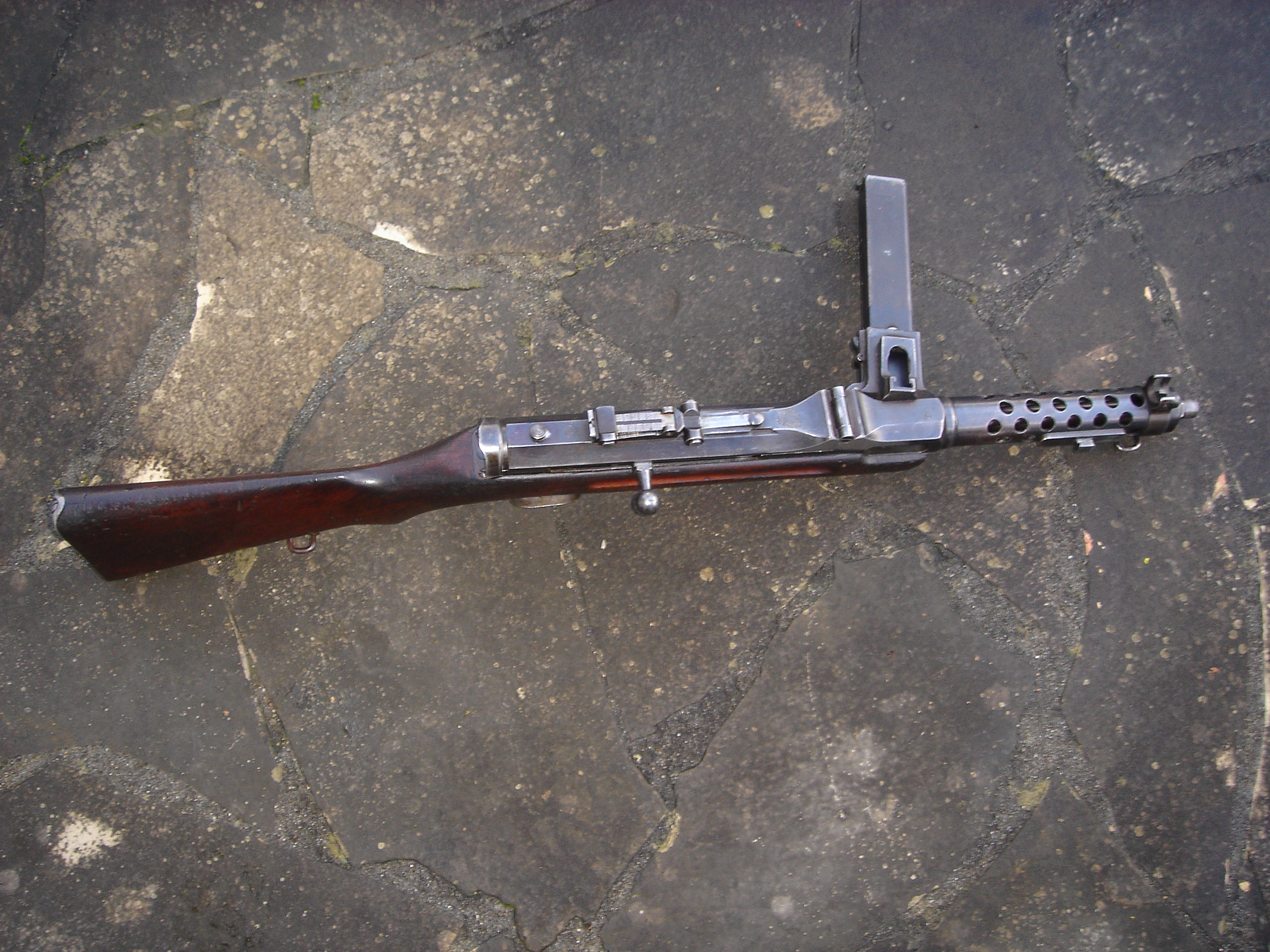
MP-34. Магазин располагался слева.
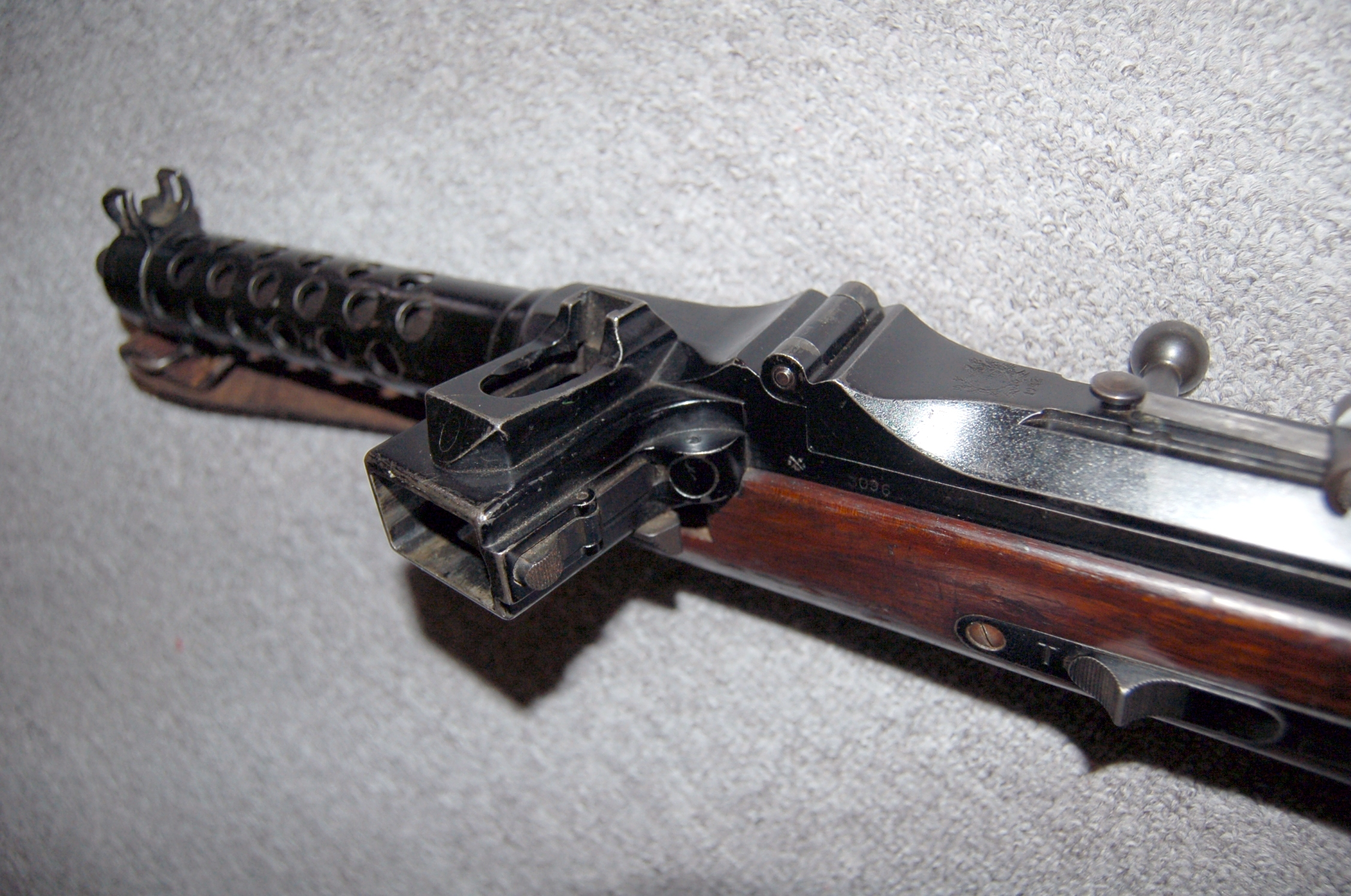
Приспособление для снаряжения магазинов. Видна исключительно массивная и добротная конструкция оружия.
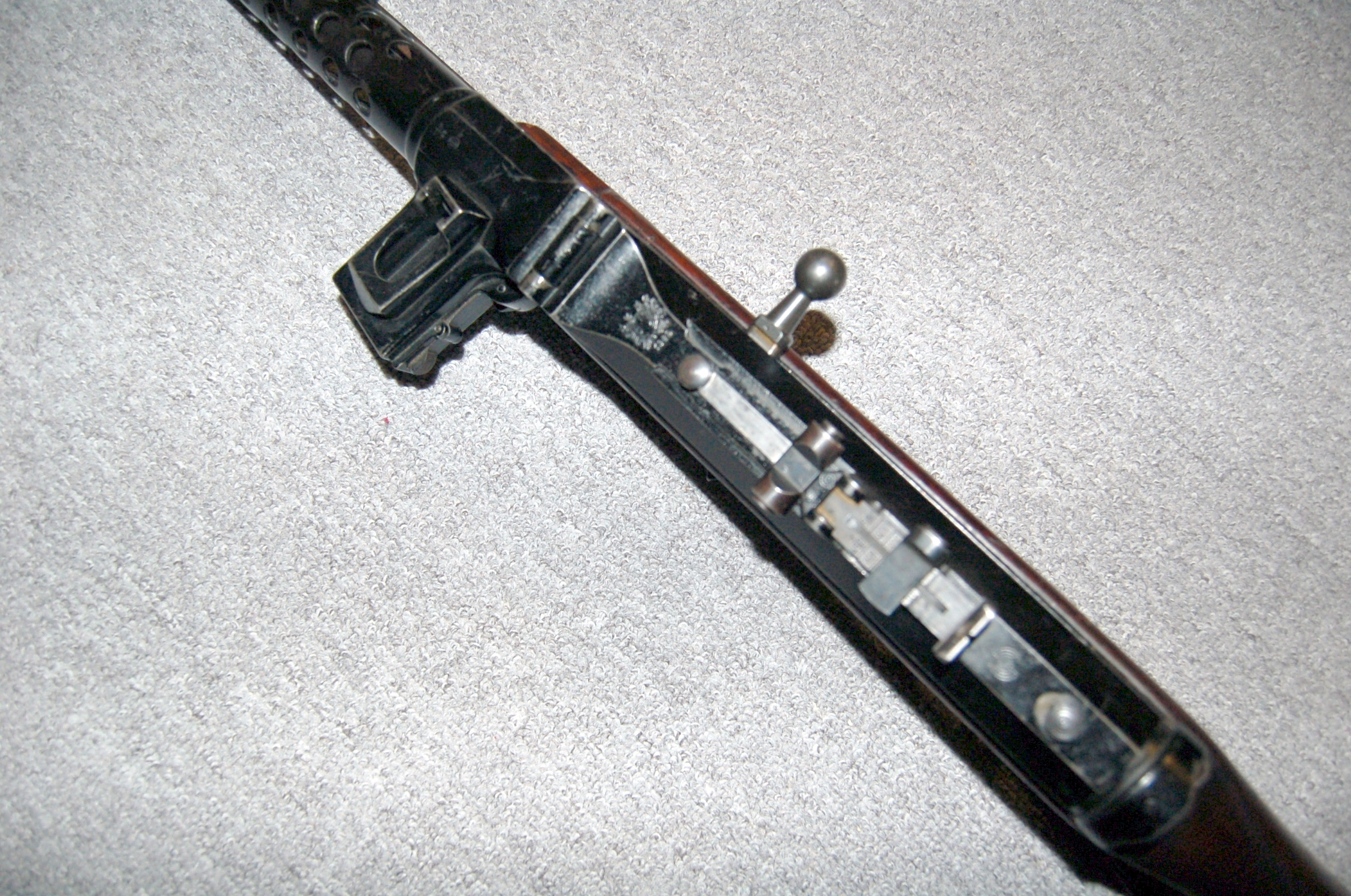
Вид сверху, видны прицел и кнопки предохранителя.
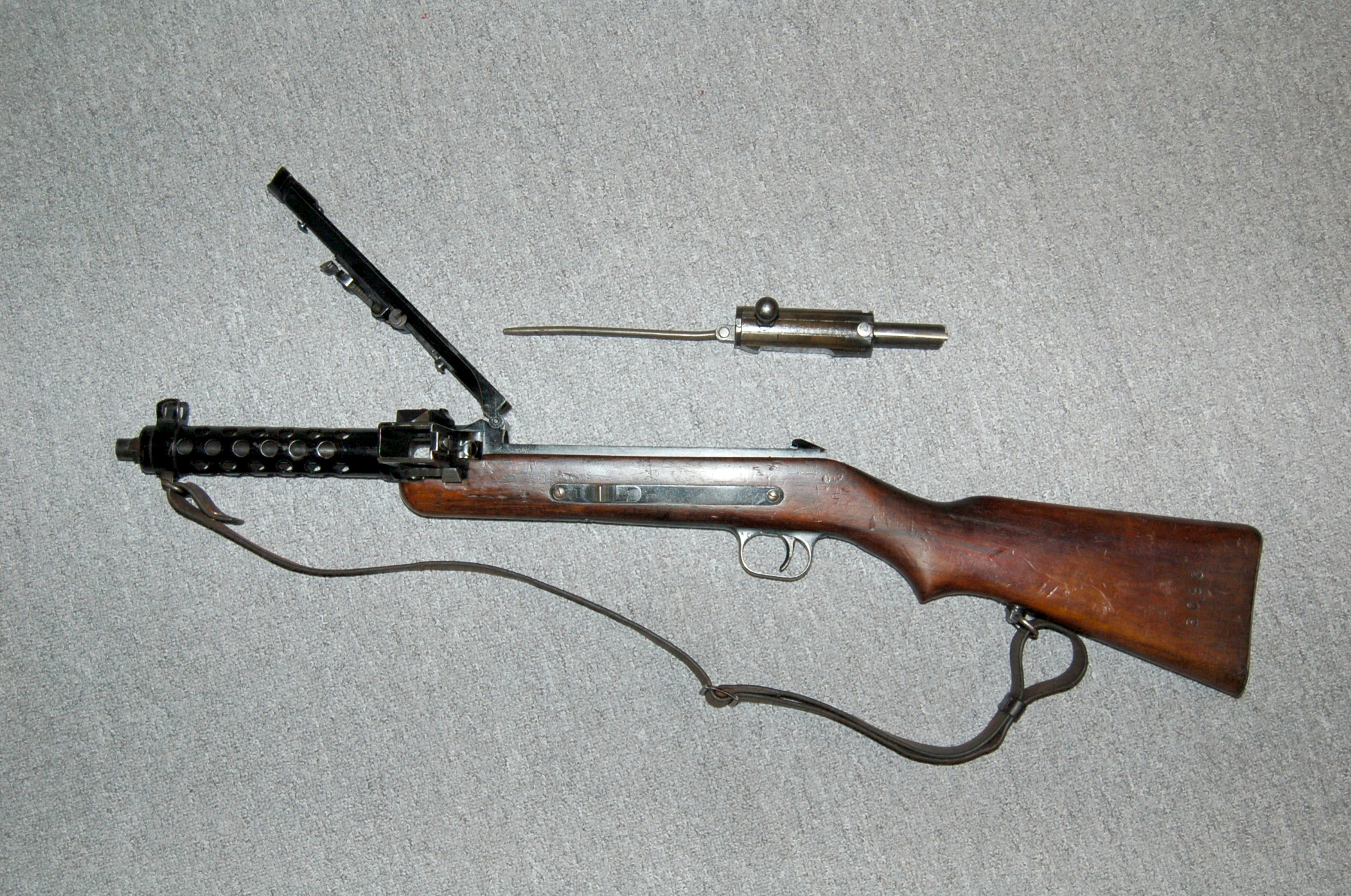
Неполная разборка. Виден затвор с длинным стержнем-толкателем

## На вооружении
- Австрия - принят на вооружение полиции и жандармерии как Steyr M.30 под патрон 9 mm M.12 (9 x 23 Steyr), а в 1934 году - поступил на вооружение армии как Steyr M.34 под патрон 9 mm M.34 (Mauser) (9 x 25 Mauser), с возможностью крепления штыка M1895)[1]; кроме того, производился на экспорт под все основные военные пистолетные патроны того времени — 9 mm Parabellum, 7,63 mm Mauser, 7,65 mm Parabellum, .45 ACP[4].
- Боливия[5][6]
- Венесуэла[источник не указан 716 дней]
- Королевство Венгрия[7]
- Королевство Греция — под патрон 9×25mm Mauser, применялся в полиции и жандармерии[8].
- Дания в 1932 году MP.34/I под патрон 9 × 23 был принят на вооружение датской армии под наименованием BMK 32, началось его серийное производство. Всего датской компанией «Shultz & Larsen» было выпущено около 2000 шт. После оккупации Дании в 1940 году оружие оказалось в распоряжении немецкой оккупационной администрации[9].
- Испания
- Китайская Республика[10]
- Перу[11]
- Португалия - в 1938 году принят на вооружение вариант под патрон 7,65×21 мм (под наименованием m/938, в 1942 году - вариант под патрон 9×19 мм (под наименованием m/942). Применялся в ходе португальских колониальных войн 1960-х — 1970-х годов в Африке[1].
- Сальвадор - в 1930-е годы была закуплена партия пистолет-пулемётов S1-100[3]
- Таиланд[12]
- нацистская Германия - после аншлюса Австрии в 1938 году пистолет-пулемёты австрийской армии перешли в распоряжение немецких властей, производство оружия продолжалось под наименованием MP34(ö) до 1940 года. Поступал на вооружение Waffen SS, тыловых подразделений вермахта, отдельных подразделений люфтваффе и полиции[1]. Во время войны из-за возникших трудностей в обеспечении нестандартными боеприпасами частей вермахта большинство пистолет-пулемётов передали из вермахта в полицейские формирования[13].[14]
- Уругвай[4]
- Независимое государство Хорватия — огромное количество единиц данного оружия было в распоряжении Хорватского домобранства[15].
- Чили[4]
- Швеция[14]
- Эфиопия[14]
- Японская империя — некоторое количество S1-100 использовалось подразделениями японской армии в ходе войны в Китае. Именовался "Тип Су" (ス式)[13].